# Lemberg pri Šmarju
Lemberg pri Šmarju – wieś w Słowenii, w gminie Šmarje pri Jelšah. W 2018 roku liczyła 122 mieszkańców.